# Guvcview
Guvcview (GTK+ UVC Viewer) — вільна програма для захоплення відео з вебкамер. Працює з вебкамерами, які використовують протокол передачі відео UVC в ОС Linux, або програмою Video4Linux (V4L2). Програма реалізована мовою C з використанням бібліотеки GTK+.
Програма надає графічний інтерфейс для налаштування та перегляду відео та зображень. В панелі управління здійснюється налаштувати відео та звуку, управління кодеками та фільтрами зображення тощо. В панелі GUVCVideo виводиться зображення з камери.